# Рџавица
Рџавица или "Рђавица" је речица у југоисточном делу Србије у Општини Бабушница. Речица је дужине 11 km. Речица извире на падинама Суве Планине недалеко од села Богдановца. Речица протиче поред села: Богдановац, Завидинце, Мало Боњинце, Велико Боњинце и Мезграја а у реку Лужницу се улива у селу Свође (заселак „Тропшинци“).

## Легенда
По легенди речица је добила назив по боји воде и боји речног дна. Вода и дно често имају боју „рђе“ (или „рџе“) па зато и назив Рџавица. Рђа („рџа“) је реч која се у нашим крајевима често користи уместо речи Корозија за боју кородиралог гвожђа.